# Gudrun Beckmann
Gudrun Beckmann (n. 17 august 1955, Düsseldorf, Germania) este o înotătoare germană, medaliată olimpică. A participat la două ediții ale Jocurilor Olimpice (1972, 1976) în care a câștigat două medalii de bronz.